# 국제 평화의 날
국제 평화의 날(International Day of Peace) 또는 세계 평화의 날(World Peace Day)은 유엔(UN)이 지정한 국제 기념일의 하나이다. 날짜는 9월 21일이다. 전쟁 및 폭력 행위에 대한 중단을 지지하고 평화에 대한 이상을 기념하는 날이다.
1981년에 유엔 총회에서 영국, 코스타리카 대표가 유엔 총회 정기 회의가 시작되는 날인 매년 9월 셋째 주 화요일을 국제 평화의 날로 지정할 것을 제안했고 유엔 총회가 이를 승인했다. 1982년에 1번째 국제 평화의 날 행사가 열렸고 2001년에 날짜를 9월 21일로 변경하여 오늘에 이른다.

## 개요
공식적으로 세계 평화의 날( World Peace Day) 이라고도 알려진 국제 평화의 날(International Day of Peace)은 UN이 승인 한 공휴일로 매년 9월 21일을 기념한다. 이는 세계 평화, 특히 인도주의적 지원 접근을 위한 전투 지역의 일시적인 휴전으로 인해 발생할 수 있는 전쟁 과 폭력의 부재를 위해 헌신한다. 1981년에 처음 제정되어 1982년 9월에 처음으로 기념되었으며, 많은 국가와 정치단체, 군단체, 국민들이 기념하고 있다.
이날을 시작하기 위해 유엔 본부 ( 뉴욕시 )에서 유엔 평화의 종이 울린다. 종은 아프리카를 제외한 모든 대륙의 사람들이 기증한 동전으로 주조되었으며, "전쟁으로 인한 인간의 희생을 상기시키기 위해" 유엔 일본 협회에서 선물한 것이다. 옆면에는 "절대적인 세계 평화 만세"라는 문구가 새겨져 있다.

## 역사

### 1981 – UN 총회 결의안 통과
유엔 총회는 영국 과 코스타리카 가 후원하는 결의안을 통해  세계 평화의 날을 평화의 이상을 기념하고 강화하는 데 전념할 것을 선언했다.  처음에 선택된 날짜는 연례 총회 정기 개회일인 9월 세 번째 화요일이었다. (이것은 2001년에 매년 9월 21일을 현재의 연례 기념행사로 변경했다. — 아래 2001을 참조.)

### 1983 – 연례 보고서
1983년부터 유엔 사무총장실의 요청으로 평화를 향한 길(PTP)은 평화의 날 활동을 요약한 "우리 국민" 이니셔티브 연례 보고서를 유엔에 제출했다. 2005년과 2009년 보고서는 아래에 인용된 아카이브로 제공된다. 1987년 세계 평화의 해를 위한 계획을 위해 PTP는 UN 사무총장 페레즈 데 쿠에야르(Perez de Cuellar)로부터 "평화 메신저" 지위를 부여 받았다. 2006년에 이름은 "우리 민족" 구상에서 "평화 문화 구상"으로 변경되었다.

### 1996 – Seanad Eireann 토론
국제 평화의 날에 화해를 포함하도록 확장하자는 제안이 UN에서 공식 발표된 후의 상징(흰 비둘기)이 배포될 것이라는 제안이 북부 데리의 빈센트 코일에 의해 제안되었다. 아일랜드, Seanad Éireann 에서 토론되었다. 한 회원국이 유엔 총회에서 특정 자리를 요청하는 것은 비현실적이라는 것이 받아들여졌다. 그러나 지난 4월에는 코피 아난의 지원으로 뉴욕 유엔에서 행사가 열렸다.

### 2001년– 9월 21 선정
2001년 총회 개막일은 9월 11일로 예정되어 있었고, 코피 아난 사무총장은 9월 21일 세계 평화의 날을 기념하는 메시지 초안을 작성했다. 흔히 9/11로 불리는 9·11 테러는 이슬람 무장 테러 단체 알카에다가 미국을 겨냥해 4차례에 걸쳐 공동 테러 공격을 가한 바로 그 날 저질러졌다. UN에서 불과 몇 블록 떨어진 곳에서요. 2001년 9월 11일 화요일 아침. 그 해에는 세 번째 화요일에서 9월 21일로 변경되어 2002년부터 시행되었다. 영국( Peace One Day를 공로로 인정)과 코스타리카 (당일의 최초 후원자)의 후원을 받아 국제 평화의 날에 고정된 달력 날짜를 제공하기 위한 새로운 결의안이 총회에서 통과되었다. 9월 21일을 세계 휴전 과 비폭력의 날로 선언한다.

### 2004 – 대만 기념우표 논란
국제 라이온스 협회가 UN 체신국에서 발행한 세계 평화의 날 기념 우표에 사용할 포스터 6개 공모전을 후원하면서 외교적 파문이 일어났다. 15세 대만 학교 학생 양치위안(Yang Chih-Yuan)의 포스터가 우승자로 발표됐으나 발표가 철회됐다. 대만 언론 보도, 대만 라이온스 클럽 및 대만 정부는 포스터를 사용하지 않기로 한 결정이 중국의 압력에 따른 것이라고 주장했다. 정치적 이유로 학생의 그림을 거부한 것은 세계 평화의 날의 이상을 반영하지 않았다. 유엔은 8개 디자인 최종 후보 목록에도 불구하고 "내부 오해와 잘못된 의사소통으로 인해 양씨의 증명이 발행 예정 우표 6개 중 하나로 잘못 공개됐다"고 성명을 발표했다. 이후 대만(중화민국) 정부는 이미지가 담긴 우표를 발행했다.

### 2005년– 유엔 사무총장, 22시간 휴전 촉구
2005년 유엔 사무총장 코피 아난은 이 날을 기념해 22시간 휴전 과 비폭력의 날을 전 세계적으로 준수할 것을 촉구했다.

#### 축하 행사에 대한 전세계적 설문조사
평화 문화 이니셔티브(Culture of Peace Initiative)는 2005년 세계 평화의 날에 대한 연례 보고서를 발행하여 46개국에서 일어난 사건을 설명했다. 아프리카 11; 동아시아 및 태평양 12; 라틴 아메리카 및 카리브해 4; 유럽 14; 중동 3; 북미2(22개 주,도).

### 2006년– 영국 평화 퍼레이드
2006년 코피 아난 당시 사무총장은 임기 중 마지막으로 평화의 종을 울렸다. 그해 UN은 "평화를 위해 일하는 다양한 방법이 있으며 전 세계의 개인, 그룹 및 공동체가 평화를 달성하는 방법에 대한 생각과 활동을 숙고하고 전달하도록 장려한다"고 주장했다. 영국은 Peace Parade UK 가 주최한 그레이터 맨체스터주 로치데일 에서 유엔 세계 평화와 비폭력의 날에 대한 주요 공개 및 공식 참관 행사를 개최했다.

### 2007 – UN 사무총장은 전 세계적으로 침묵의 순간
2007년 반기문 유엔 사무총장은 9월 21일 24시간 동안 적대 행위를 중단하고 전 세계에 1분간 묵념할 것을 촉구하며 뉴욕 유엔 본부 에서 평화의 종을 울렸다.

### 2009 – 세계 화해의 해 선포

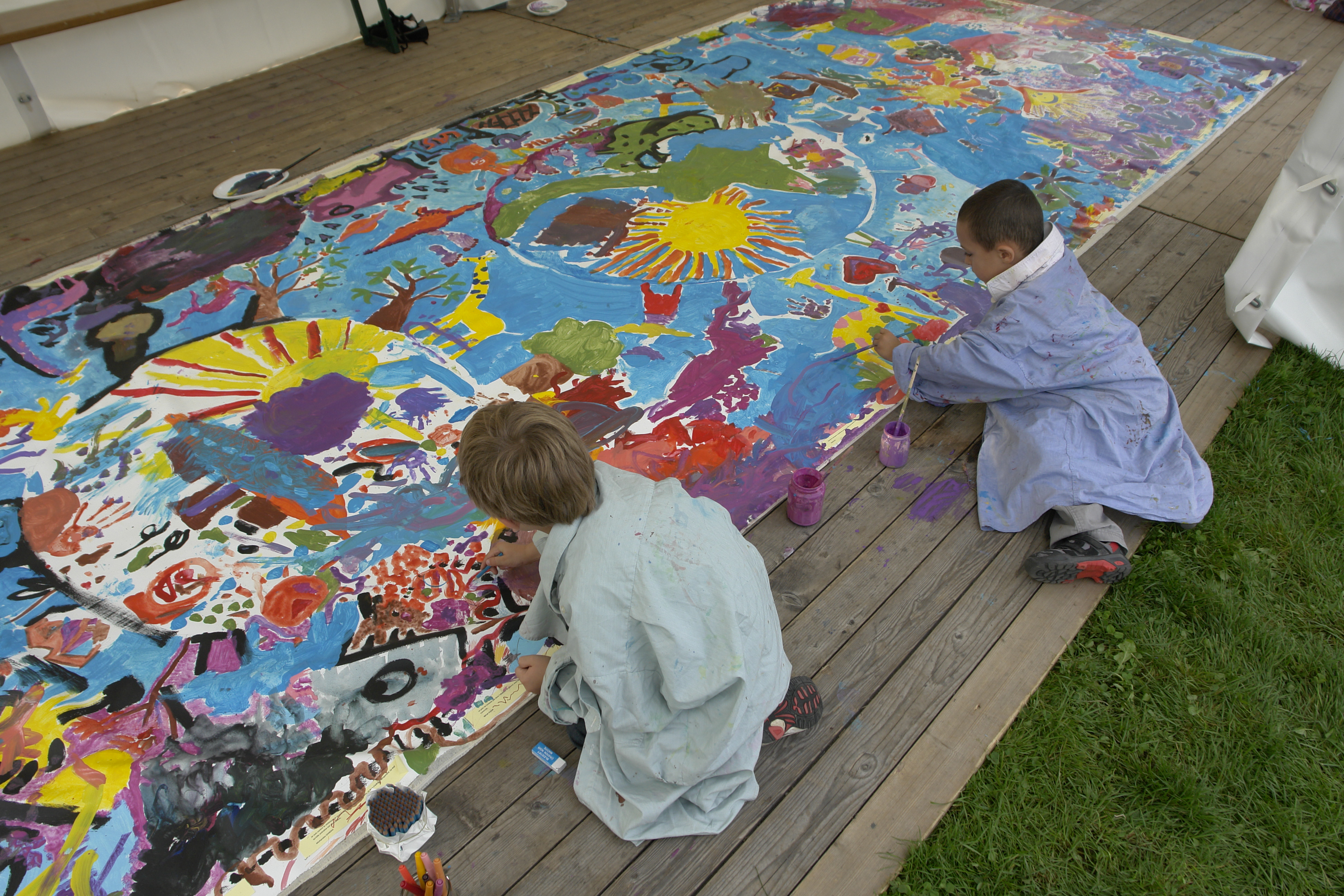
어린이 그림, 2009년 제네바 세계 평화의 날

2009년 – 세계 화해의 해 – 이 날은 UN에서 공식 발표를 한 후 UN 헌장에 포함된 목적과 원칙을 염두에 두고 수많은 흰 비둘기를 배포하는 것으로 기념되었다. 특히 다음 세대를 전쟁의 재앙으로부터 구하고, 평화적 수단으로 정의와 국제법의 원칙에 따라 평화를 파괴할 수 있는 국제 분쟁이나 상황을 조정 또는 해결하는 것, 그리고 실천하는 것이다. 좋은 이웃으로서 서로 관용하고 평화롭게 함께 살면서 국가 간 우호 관계를 발전시키고 국제 경제, 사회, 문화 및 인도주의 문제를 해결하기 위한 국제 협력을 촉진한다. 북아일랜드 데리 출신의 빈센트 코일(Vincent Coyle)이 전폭적인 지지를 보냈다.

#### 2009년 세계 평화의 날: 대량살상무기 – 우리는 무장해제해야 한다
"핵무기 없는 세상을 위한 조치를 취하세요... 군축과 비확산... 핵무기의 위험과 비용, 그리고 핵 군축과 비확산이 왜 그토록 중요한지에 대한 인식을 제고하기 위해."

#### 축하의 글로벌 조사
평화 문화 이니셔티브(Culture of Peace Initiative)는 2009년 세계 평화의 날에 대한 연례 보고서를 발표하여 77개국에서 일어난 사건을 설명했다. 아프리카 14; 동아시아 및 태평양 20; 라틴 아메리카 및 카리브해 11; 유럽 23; 중동 7; 북미 2개국(48개 주,도).

### 2010 – 평화와 발전을 위한 청년
"유엔은 평화를 위해 일하는 전 세계 젊은이들의 이야기를 찾고 있다. 올해 캠페인 슬로건은 평화=미래, 수학은 쉽다 ."

### 2023 - 종교와의 교류
이러한 국제평화의 날은 종교와도 맞닿아 있다. 한국 티베트공동체가 주최하는 “제2회 티베트국제평화의 날” 행사는 한국에 있는 모든 티베트사람이 서로 도와주고 모일 수 있게 하는 티베트의 문화적 핵심을 한국인과 함께 나누고 소통하면서 티베트의 문화적 가치성을 지켜나가는 곳이다.
이러한 행사는 인간으로서 달라이 라마의 관심사인 모든 인간의 평등과 화합, 모든 민족의 단결, 종교인, 수행자로서 달라이 라마의 관심사인 세계 모든 종교적 전통 간 공경과 조화, 티베트인으로서 달라이 라마께서 티베트인들을 지키고 문화, 종교, 언어 등 티베트의 정체성을 지키고자 하는 노력에 대한 발표가 있을 예정이다.
그리고는 티베트인과 교제와 화합을 위한 만남의 장이 열린다.
자비를 실천하고 평화를 사랑하는 티베트인들의 희망과 신뢰의 중심에 대해 생생하게 느껴볼 수 있는 시간이 될 것이다.

### 2013 – 평화 교육에 중점
반기문 유엔 사무총장은 평화의 문화를 가져오는 수단으로서 평화 교육의 중요성에 대한 관심과 재정을 재조명하기 위한 노력의 일환으로 2013년 세계 평화의 날을 평화 교육에 헌정했다. 애니메이터이자 아동 도서 작가인 Sue DiCicco는 2013년 5월 Peace Crane 프로젝트를 통해 평화의 날에 대한 인식을 높이고 학교 및 지역 사회 그룹 내에서 평화 교육을 촉진하기 위한 글로벌 캠페인을 발표했다. 아일랜드 Wexford 카운티의 Gorey 커뮤니티 학교가 2013년 평화 학교로 선정되었다.

### 2019 – 평화를 위한 기후 행동
2015년 세계 평화의 날 주제는 '평화를 위한 파트너십 - 모두를 위한 존엄 '이었다.

### 2016 – 지속 가능한 개발 목표: 평화를 위한 구성 요소
2016년 세계 평화의 날의 주제는 " 지속 가능한 개발 목표 : 평화를 위한 구성 요소"였다.

### 2017 – 평화를 위해 함께: 모두를 위한 존중, 안전, 존엄
이 주제는 더 나은 삶을 찾아 집을 떠나야 하는 모든 사람들의 존중, 안전, 존엄성을 증진하는 TOGETHER 글로벌 캠페인에 기반을 두고 있다.

#### 2017 글로벌 축하 설문조사
평화의 문화 뉴스 네트워크(Culture of Peace News Network) 가 실시한 조사에 따르면 올해 전 세계 127개국에서 562건의 세계 평화의 날 기념행사에 관한 인터넷 보도가 나왔다. 여기에는 캐나다와 미국의 대부분의 주와 주에서 열리는 128개의 이벤트가 포함되었다. 그 다음은 이전에 소련에 속해 있던 국가가 104개였다. 유럽 27개 국가에서 96개 사건이 인용되었고, 아프리카 29개 국가에서 81개, 아시아 20개 국가에서 67개, 라틴 아메리카 및 카리브해 국가 16개에서 58개, 아랍 및 중동 21개 국가에서 28개가 인용되었다.

### 2019 – 평화를 위한 기후 행동
유엔은 2019년 세계 평화의 날 주제를 '평화를 위한 기후행동'으로 선정했다.
UN 웹사이트에 따르면, "UN은 모든 사람이 기후 변화에 대처하기 위한 조치를 취할 것을 촉구한다."
2019년 9월 20일 UN 본부에서 열린 세계 평화의 날 학생 기념 행사에서는 젊은이들이 기후 변화에 맞서 싸우고 평화를 촉진하기 위한 프로젝트를 발표했다.

### 2023 - 종교와의 교류
이러한 국제평화의 날은 종교와도 맞닿아 있다. 한국 티베트공동체가 주최하는 “제2회 티베트국제평화의 날” 행사는 한국에 있는 모든 티베트사람이 서로 도와주고 모일 수 있게 하는 티베트의 문화적 핵심을 한국인과 함께 나누고 소통하면서 티베트의 문화적 가치성을 지켜나가는 곳이다. 이러한 행사는 인간으로서 달라이 라마의 관심사인 모든 인간의 평등과 화합, 모든 민족의 단결, 종교인, 수행자로서 달라이 라마의 관심사인 세계 모든 종교적 전통 간 공경과 조화, 티베트인으로서 달라이 라마께서 티베트인들을 지키고 문화, 종교, 언어 등 티베트의 정체성을 지키고자 하는 노력에 대한 발표가 있을 예정이다. 그리고는 티베트인과 교제와 화합을 위한 만남의 장이 열린다. 자비를 실천하고 평화를 사랑하는 티베트인들의 희망과 신뢰의 중심에 대해 생생하게 느껴볼 수 있는 시간이 될 것이다.

## 같이 보기
- 알라망성
- 국제 비폭력의 날
- 국제 인간 연대의 날
- 평화 교육
- 평화 운동
- 세계 평화